# Fackhandel
Fackhandel är detaljhandel som bedrivs av butiker som specialiserat sig på vissa varuområden. Kunskapen om varorna och servicen är oftast högre i fackhandeln än på till exempel varuhus och stormarknader.
De flesta fackhandelsaffärer har länge varit etablerade i stadskärnor. En senare tids utveckling med stigande fastighets- och tomtpriser i innerstaden har dock lett till etableringar av fackhandel i nybyggda affärscentrum utanför men i nära anslutning till städerna. Kunderna får där oftast parkera gratis på stora parkeringsplatser vilket till en del kompenserar för de ökade kostnaderna som den längre resan mellan bostad och affärscentrum förorsakar. 
Exempel på fackhandel är: fotohandel, hemtextilaffär, järnaffär, vitvarukedjor, bokhandel, elaffär, möbelaffär, radio- och tv-affär, klädaffär, systembolag, apotek.